# Caroní
Caroní (hiszp. Río Caroní) – rzeka w Wenezueli, prawy dopływ rzeki Orinoko. Źródła w masywie Roraima. Jej długość wynosi 692 km, a powierzchnia dorzecza – 95 tys. km². Wykorzystywana do produkcji energii elektrycznej – dwie duże elektrownie wodne (Guri i Macagua). Liczne progi i wodospady. Najdłuższy dopływ – Paraqua (lewy).